# Neohipparchus grearia
Neohipparchus grearia là một loài bướm đêm trong họ Geometridae.